# Beekkant (métro de Bruxelles)
 (août 2025).
Si vous disposez d'ouvrages ou d'articles de référence ou si vous connaissez des sites web de qualité traitant du thème abordé ici, merci de compléter l'article en donnant les références utiles à sa vérifiabilité et en les liant à la section « Notes et références ».
Beekkant /beːkant/ est une station des lignes 1, 2, 5 et 6 du métro de Bruxelles située à Bruxelles, sur la commune de Molenbeek-Saint-Jean.

## Situation
La station se trouve entre le boulevard Edmond Machtens à l'ouest et la rue Vandenpeereboom, séparée de cette dernière par les voies ferrées.
Elle est située :
- Entre les stations Gare de l'Ouest et Étangs Noirs sur les lignes 1 et 5 ;
- Entre les stations Gare de l'Ouest et Osseghem sur les lignes 2 et 6.

À l’instar des stations Arts-Loi et Gare de l'Ouest, la station Beekkant est une station de correspondance entre les lignes 1, 2, 5 et 6.

## Histoire

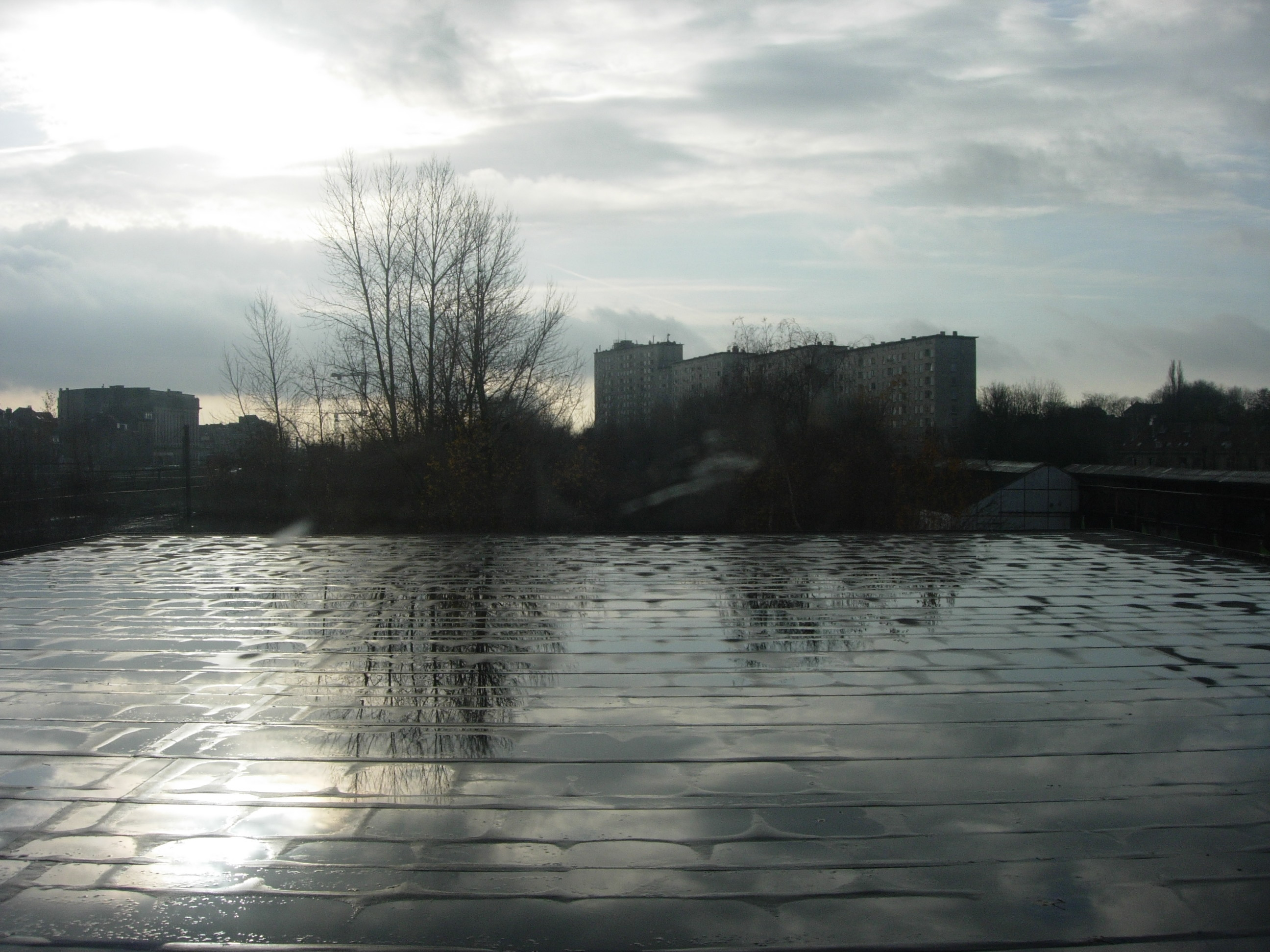
Vue depuis le toit de la station de métro Beekkant.

La station est mise en service le 8 mai 1981.
Elle présentait une curiosité avant la restructuration d'avril 2009 : les trains de la ligne 1A (Roi Baudouin ↔ Herrmann-Debroux) effectuaient un rebroussement à cette station, le conducteur devant changer de poste de conduite pour continuer le trajet sur la ligne.  Cette anomalie a disparu lors de la restructuration, qui a visé à connecter l’antenne Roi Baudouin ↔ Beekkant à l’axe de la Petite Ceinture (aujourd’hui lignes 2 et 6).

## Service aux voyageurs

### Accès
La station compte deux accès :
- Accès no 1 : l'entrée principale, sur le boulevard Edmond Machtens côté ouest ;
- Accès no 2 : l'entrée secondaire, sur la rue Vandenpeereboom côté est, reliée par une passerelle enjambant les voies ferrées qui longent le métro.

### Quais
Desservie par l'ensemble des lignes du réseau, la station présente une configuration à quatre voies et deux quais centraux disposés, avec les deux voies extérieures pour les lignes 2 et 6 et les deux voies intérieures pour les lignes 1 et 5, ci-après représentées d'ouest en est :
- Voie des lignes 2 et 6 vers Simonis et Roi Baudouin ;
- Voie des lignes 1 et 5 vers Gare de l'Ouest et Erasme ;
- Voie des lignes 1 et 5 vers Stockel et Herrmann-Debroux ;
- Voie des lignes 2 et 6 vers Élisabeth.

### Intermodalité
La station est desservie par la ligne 87 des autobus de Bruxelles (arrêt côté ouest) et par les lignes R29 (en journée) et 620 (la nuit) du réseau De Lijn (arrêt côté est).

## À proximité
- Parc Marie José situé sur le Boulevard Edmond Machtens ;
- Stade Edmond Machtens (FC Brussels).